# Ichneumon rufigena
Ichneumon rufigena là một loài tò vò trong họ Ichneumonidae.